# Euphyia circumcidata
Euphyia circumcidata är en fjärilsart som beskrevs av Pieter Cornelius Tobias Snellen 1874. Euphyia circumcidata ingår i släktet Euphyia och familjen mätare. Inga underarter finns listade i Catalogue of Life.